# Puig de Matxacuca
El Puig de Matxacuca és una muntanya de 308 metres que es troba entre els municipis de Santa Cristina d'Aro, a la comarca del Baix Empordà i de Llagostera, a la comarca del Gironès.